# ستانلي وودز
ستانلي وودز (بالإنجليزية: Stanley Woods)‏ كان متسابق دراجات نارية أيرلندي فاز بكأس جزيرة مان السياحية. بدأ مسيرته في سنة 1921 على دراجة هارلي-ديفيدسون.

## البطولات
- كأس جزيرة مان السياحية 1923
- كأس جزيرة مان السياحية 1939